# 北の丸公園
北の丸公園（きたのまるこうえん）は、東京都千代田区にある環境省所管の国民公園、および同公園の所在地である千代田区の町名である。旧麹町区の区域内である。郵便番号は102-0091。

## 北の丸公園（公園）

### 詳細
名前の通り江戸城の北の丸であった場所で、現在は環境省の管理する国民公園の一つである。多くの文化施設を公園内に持ち、旧江戸城の遺構（田安門、清水門はいずれも重要文化財に指定）も多い。ビルが立ち並ぶ都心部にあって、緑が豊かな場所であり、皇居外苑や日比谷公園などと並んで都会のオアシス的な公園である。園内には道路があるため、自動車での乗り入れもでき、有料駐車場も備えている。散策や森林浴、ジョギングやウォーキングを楽しむ人々も多く見られる。
公園西側の堀にある石垣のわずかな隙間に、国の天然記念物に指定されている「ヒカリゴケ」が自生している。江戸城築城の際に全国から運び込まれた石垣用の岩に付着したまま持ち込まれたと考えられているが、本来高地の洞窟などでしか見ることができない貴重な苔であり、都心部で発見されることは極めて稀である。

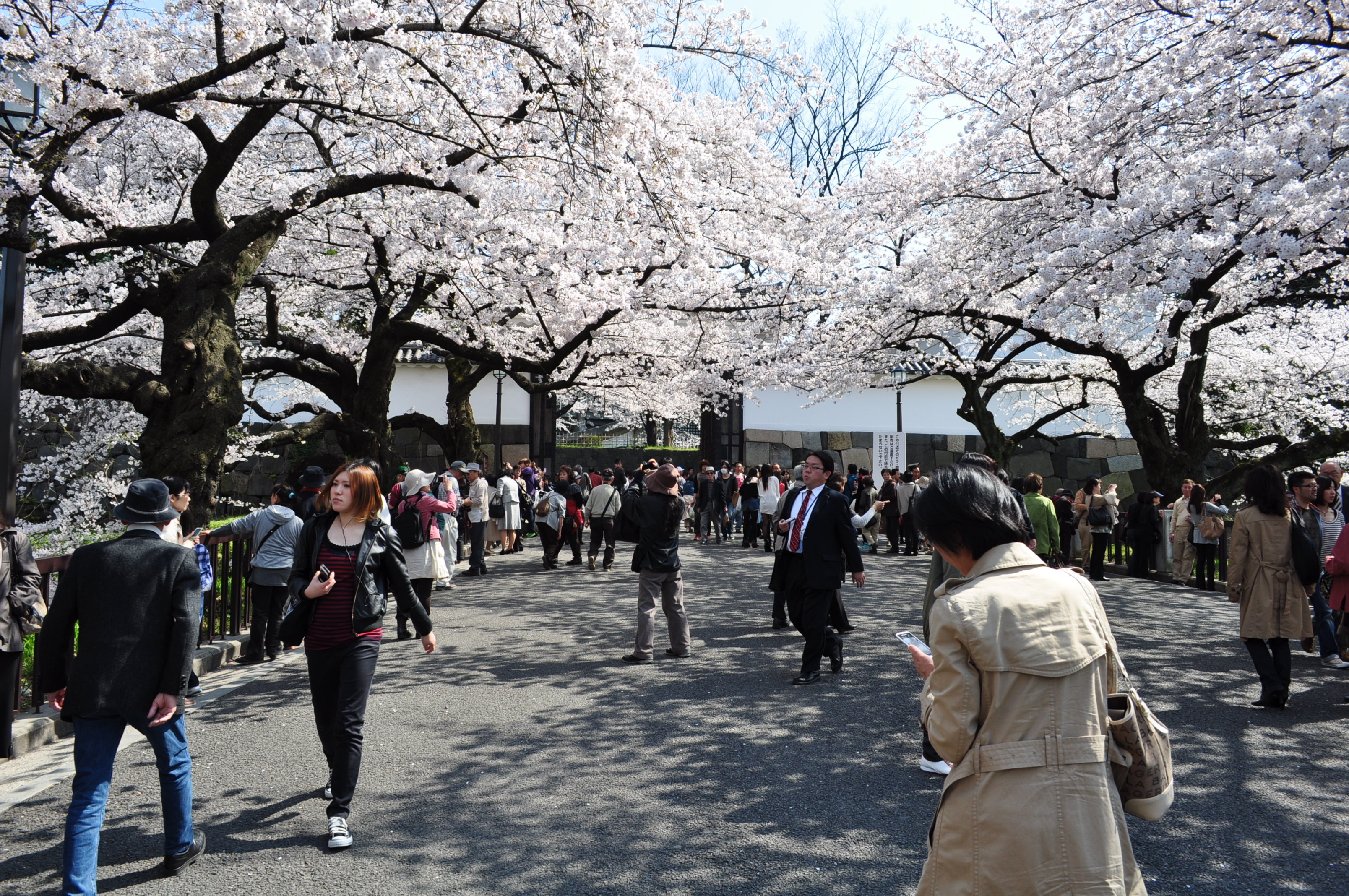
田安門の桜（2012年4月9日撮影）
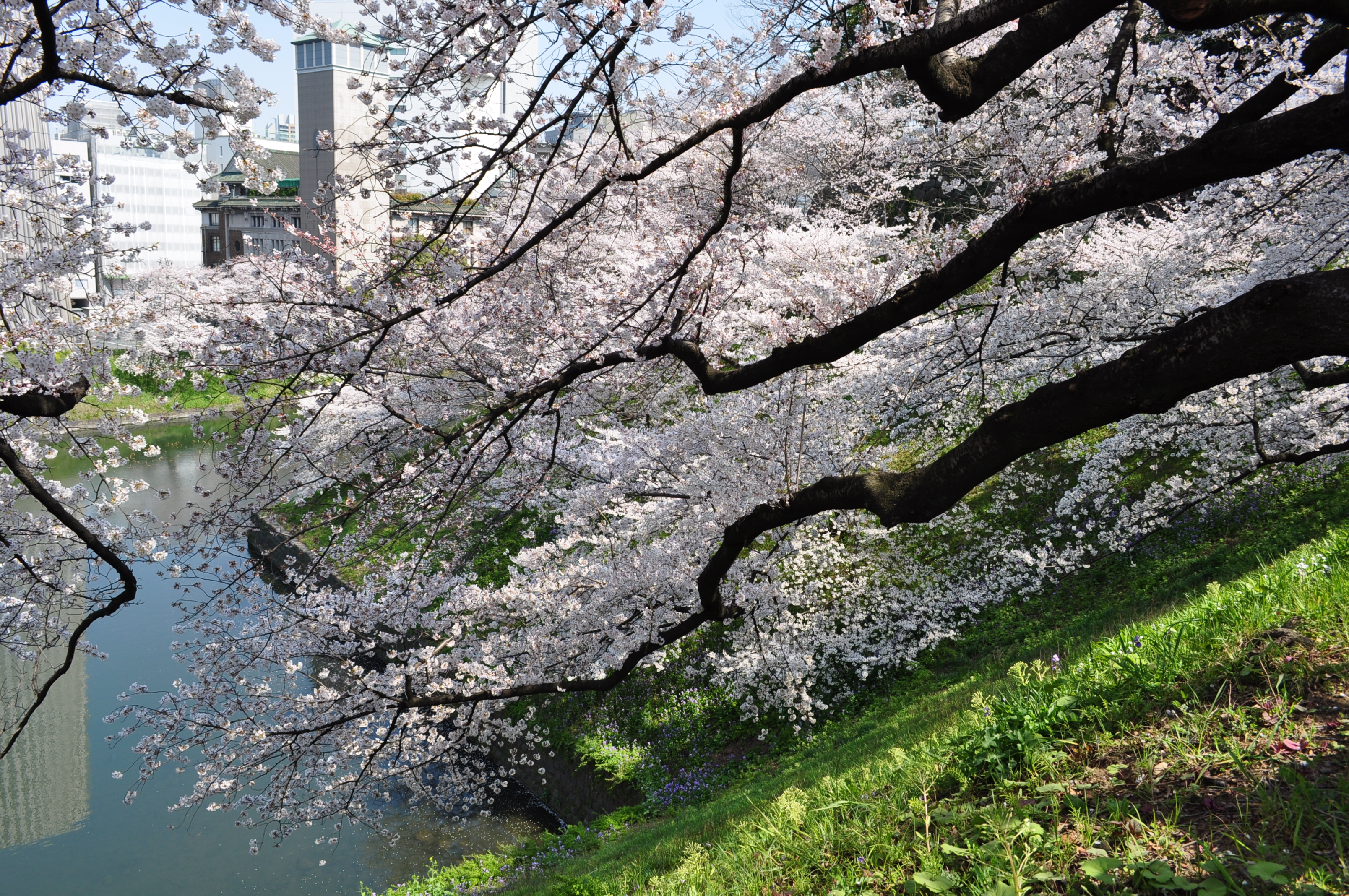
田安門の桜（2012年4月9日撮影）
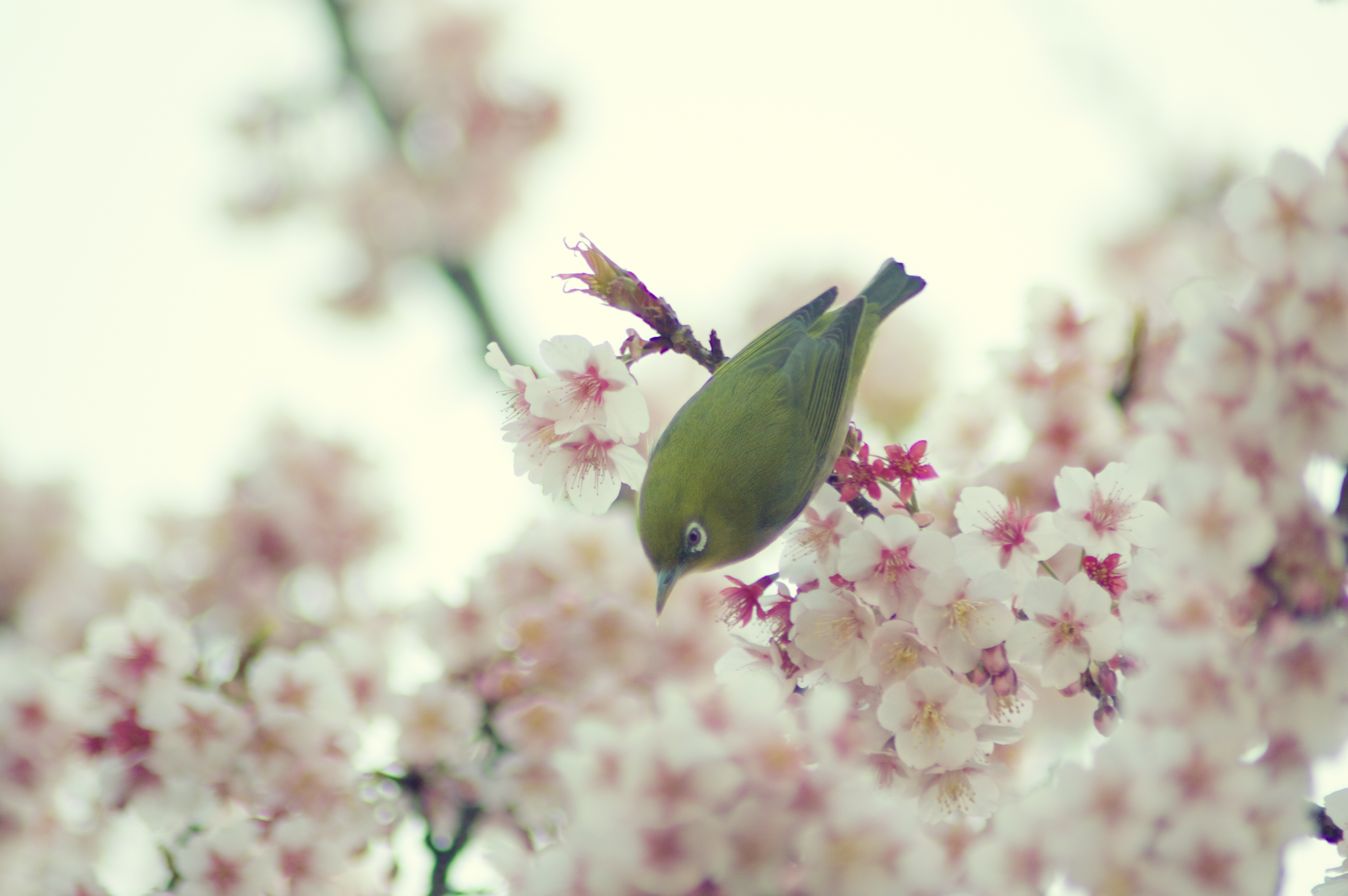
北の丸公園の梅の花
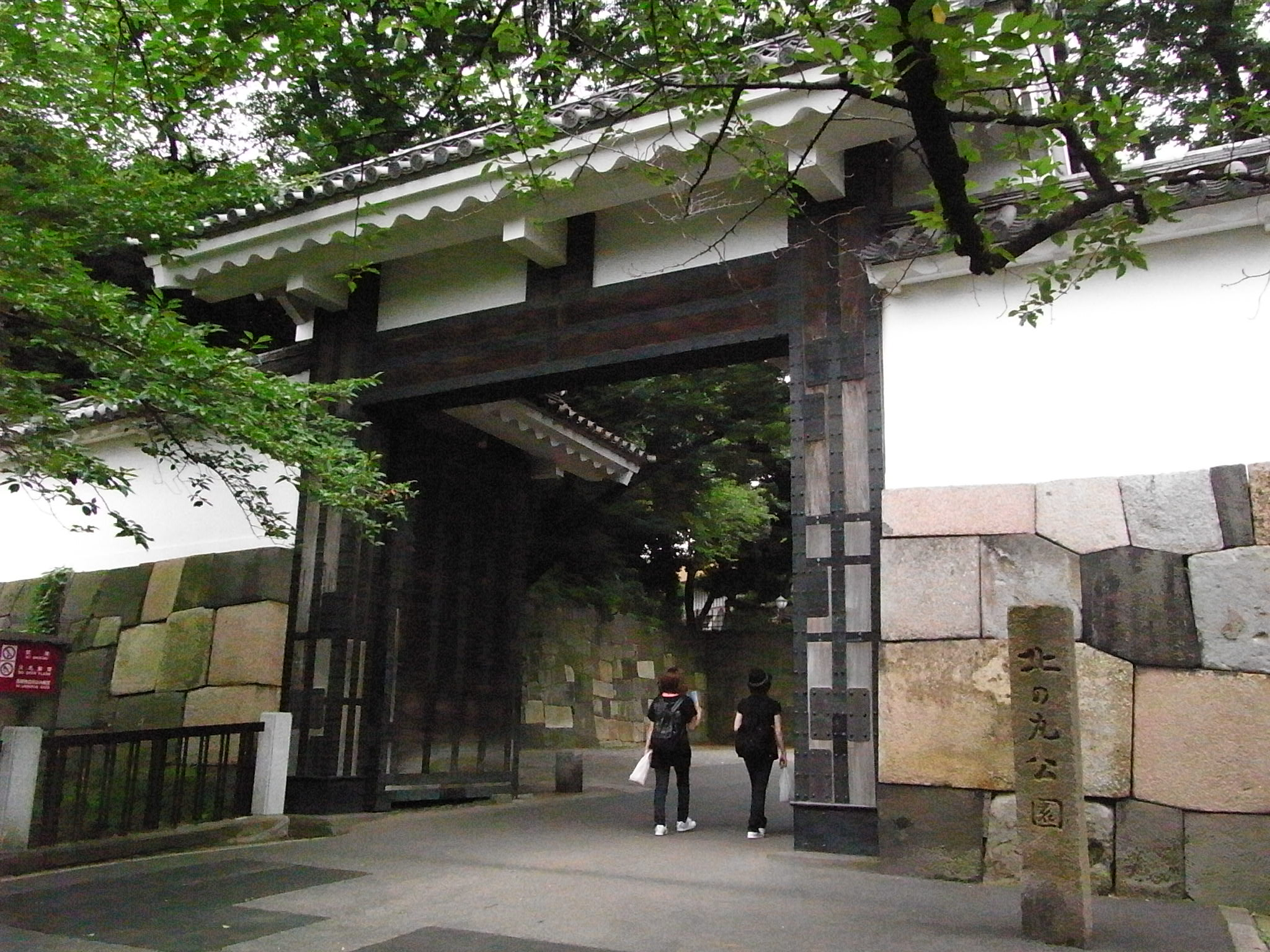
田安門（2009年7月13日撮影）
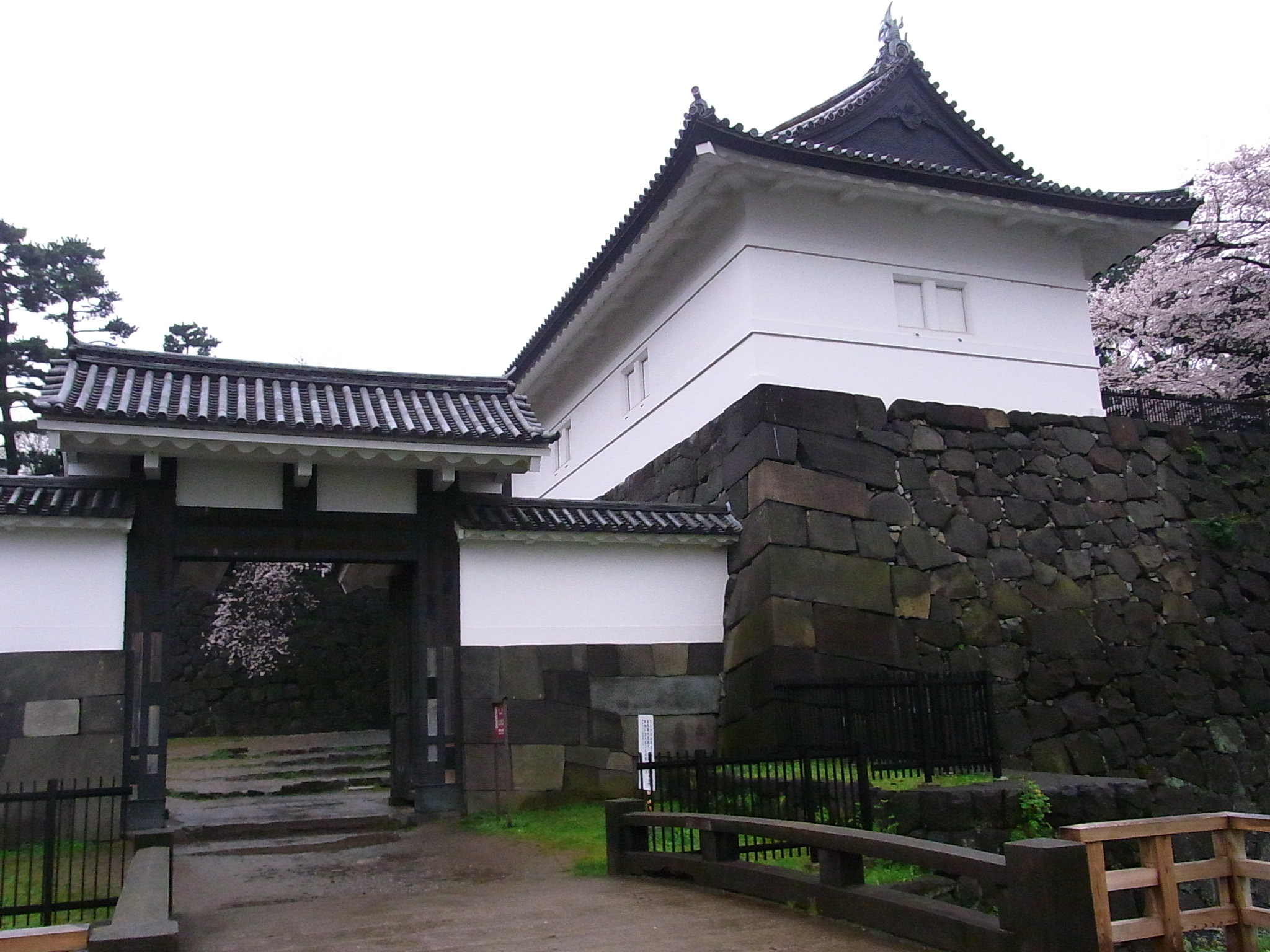
清水門（2010年4月5日撮影）
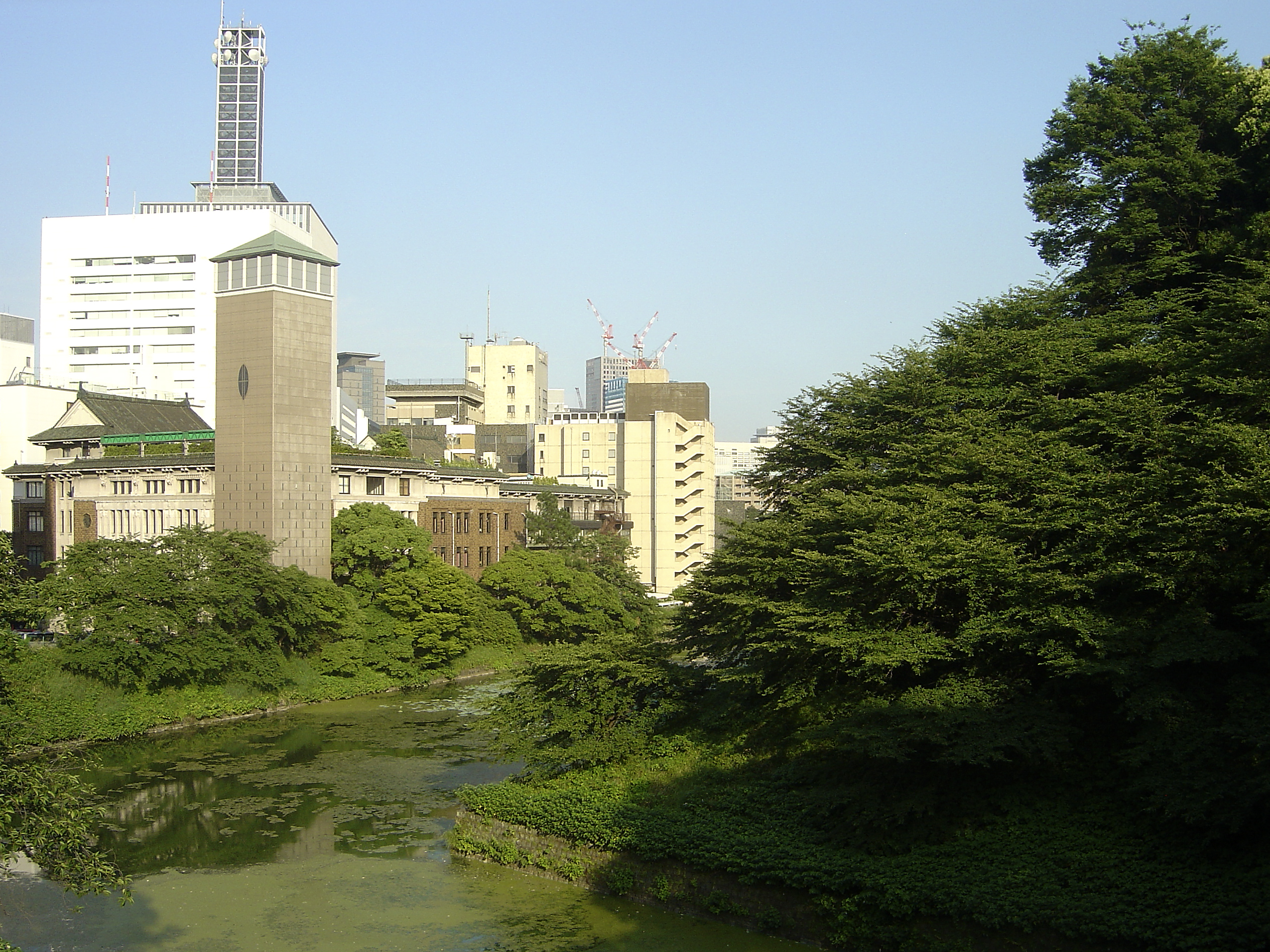
田安門近くから九段会館を望む
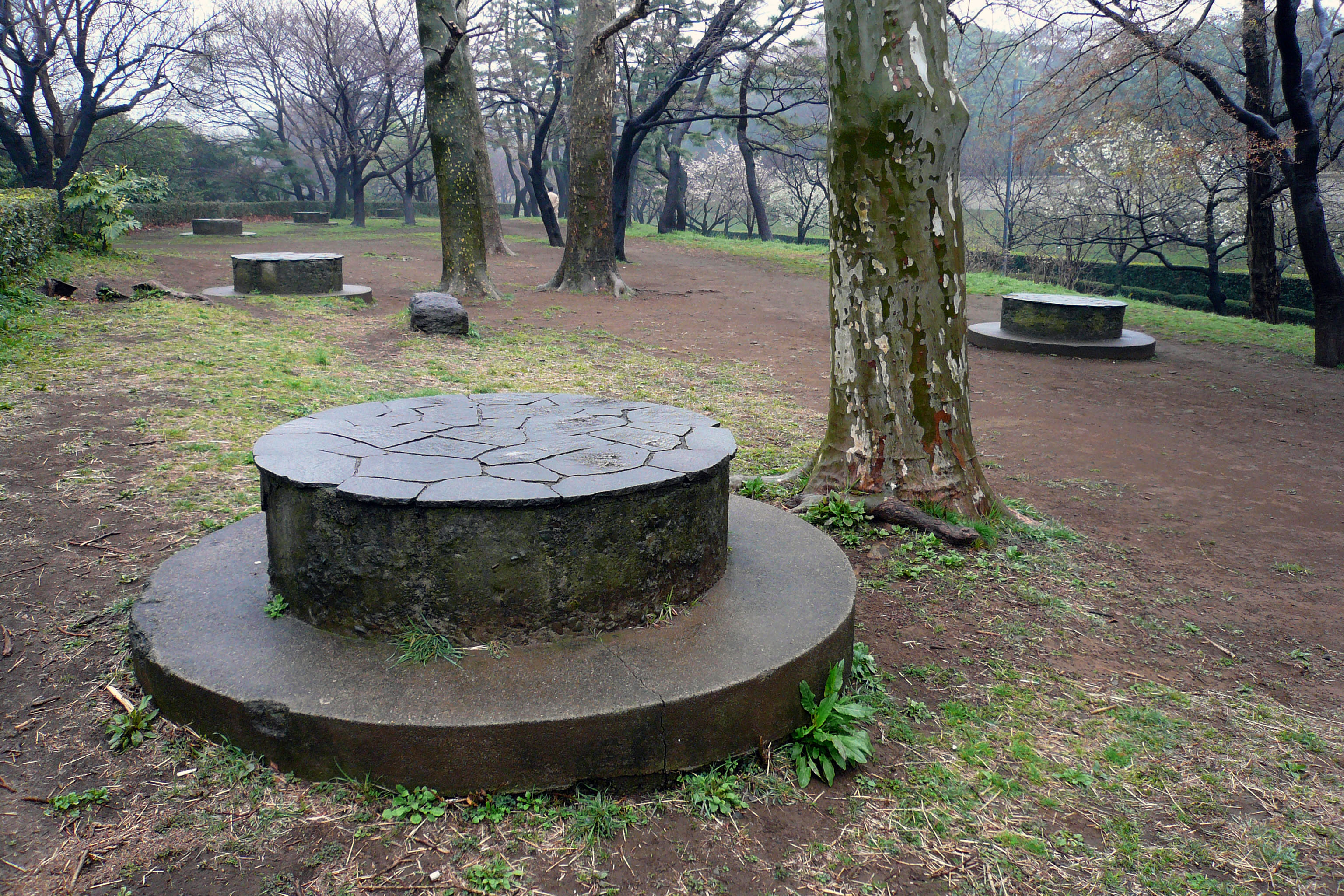
北の丸公園内に残るB29迎撃用高射砲の台座跡
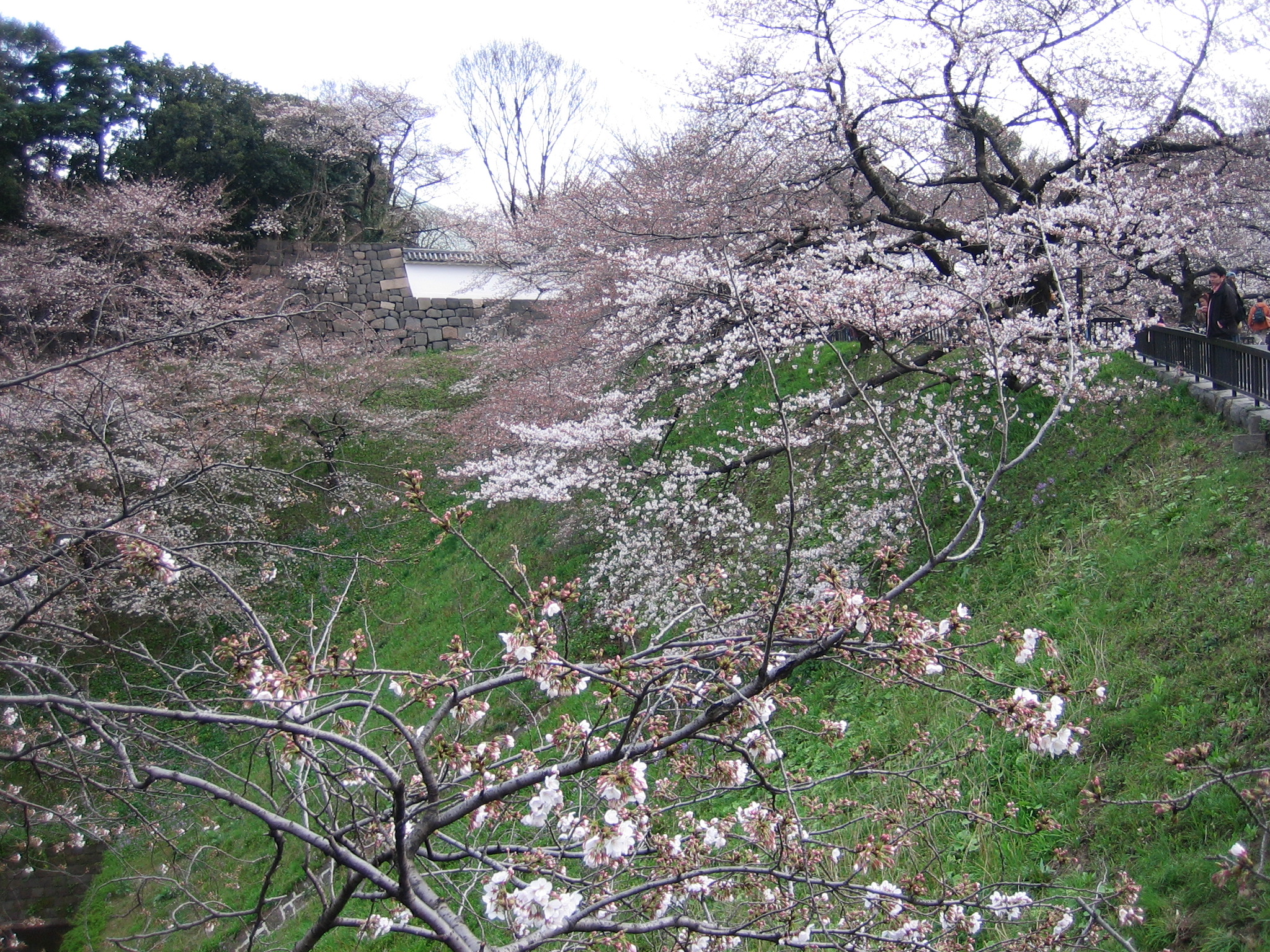
千鳥ヶ淵付近の桜
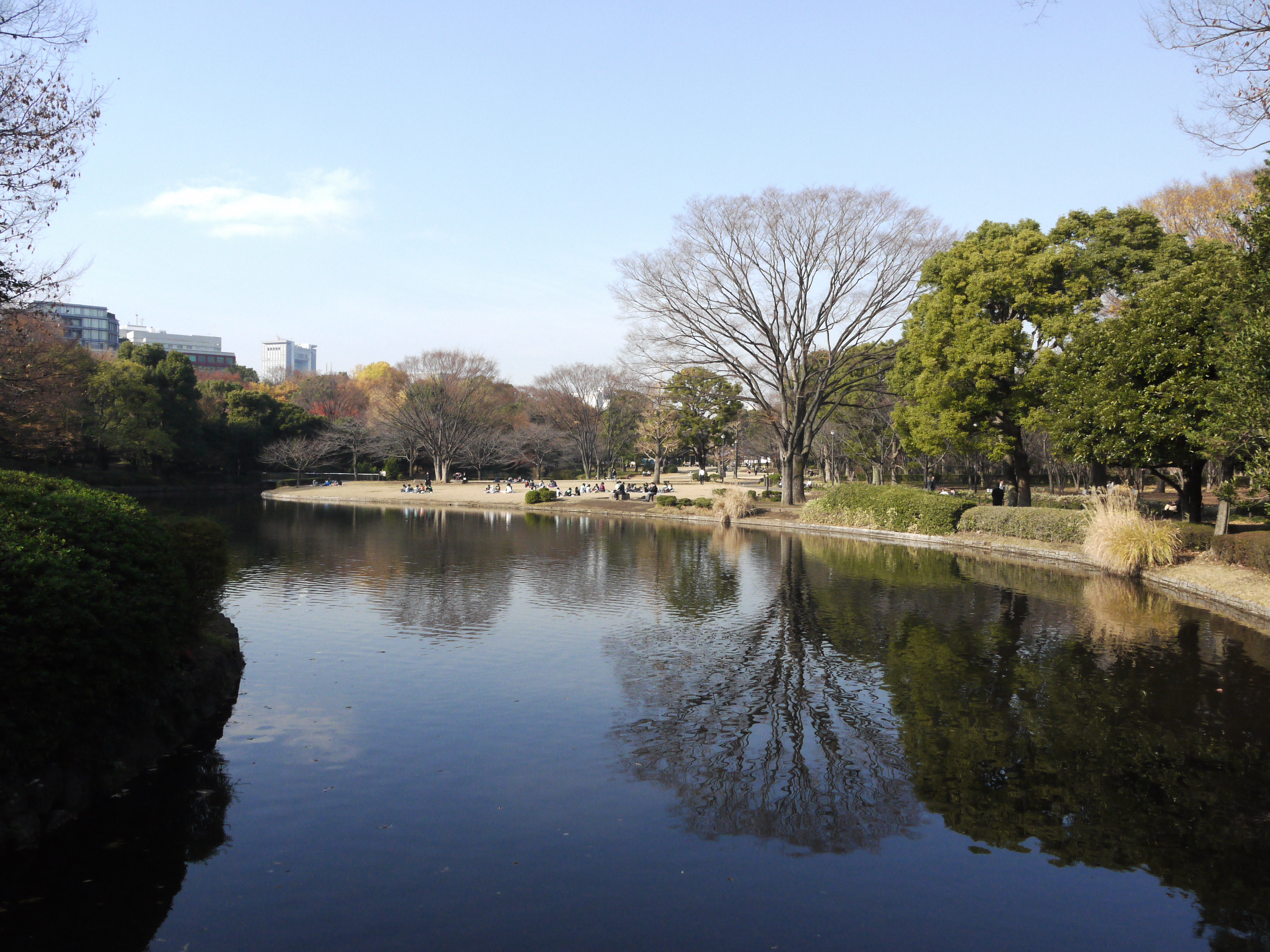
中央の池付近の様子（2010年12月）
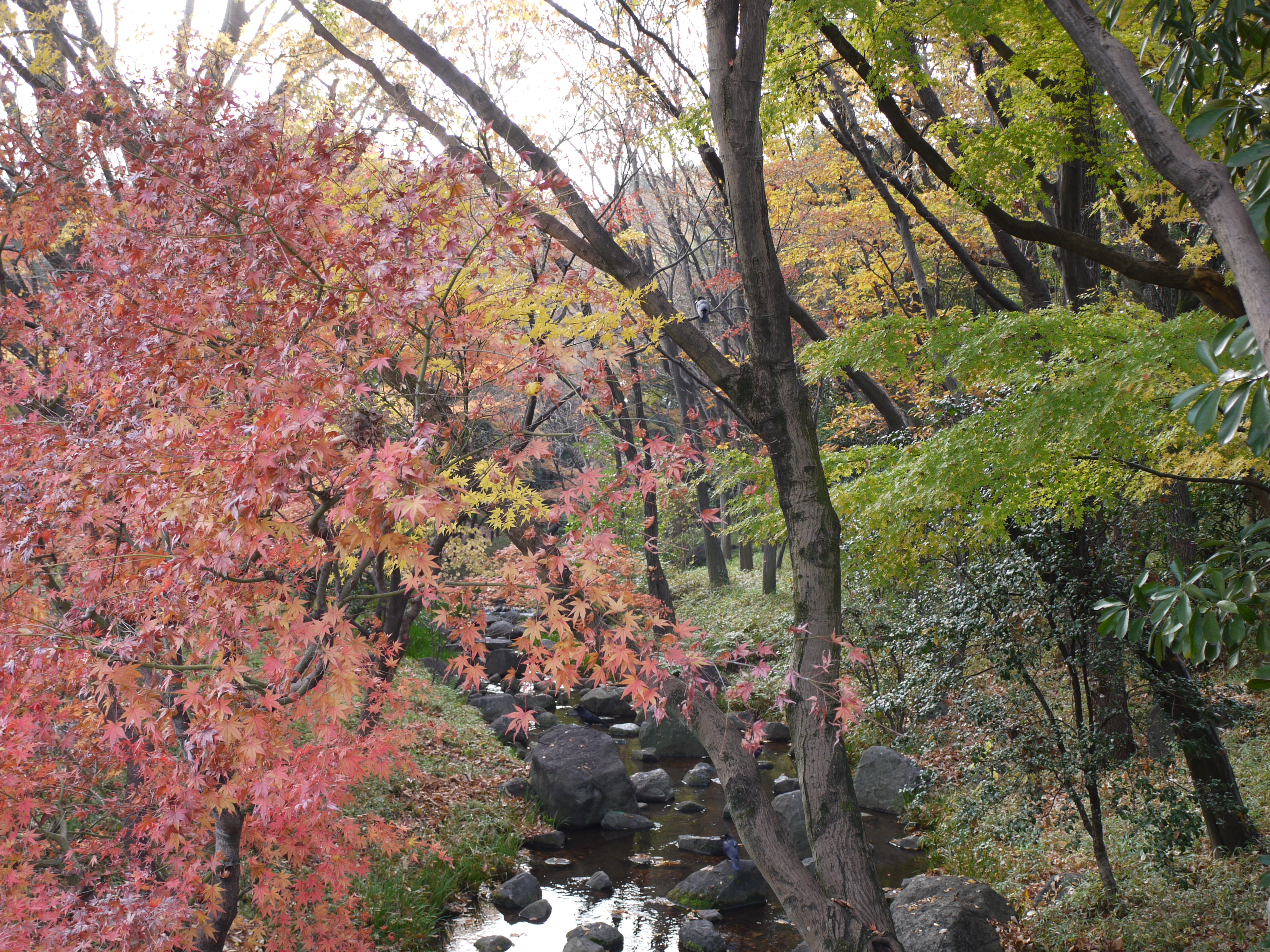
紅葉の北の丸公園（2010年12月）
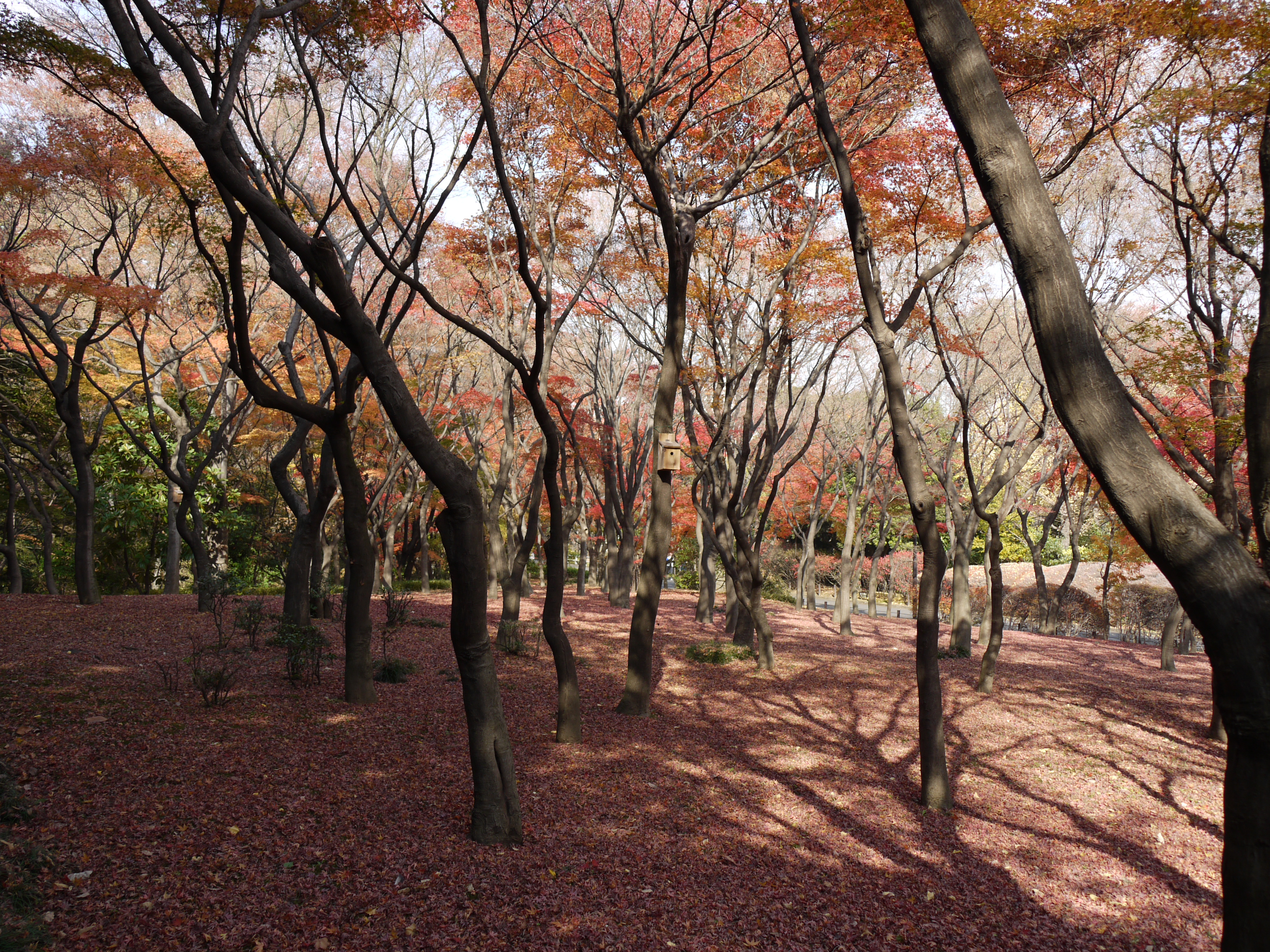
紅葉の北の丸公園（2010年12月）

### 歴史
もともと太田道灌らが江戸城を築城した際に、関東の守護神でもあった築土神社（旧：田安明神）の旧地であり、のち、徳川家康が入府した際に、関東代官であった内藤清成らの屋敷となったため、代官町と呼ばれた場所である。
その後、徳川忠長や徳川綱重らの屋敷を経て、明暦の大火以後は火除け地になっていたが、8代将軍である徳川吉宗が就任してからは徳川氏の御三卿であった田安徳川家が1731年（享保16年）に、清水徳川家が1759年（宝暦9年）に上屋敷を構えるようになった。敷地内には御蔵地や植溜御用地、馬場などもあった。
維新後、明治政府によって近衛師団の兵営地が設置された（現在の東京国立近代美術館工芸館は、近衛師団司令部の建物を改修して利用している）。
戦後、1946年（昭和21年）に東京特別都市計画によって皇居周辺の緑地として整備されることが決定され、旧近衛連隊等の多くの建物が撤去された。1957年には皇居外苑、日比谷公園と合わせて「東京都市計画公園第5・8・23号中央公園」として都市計画決定。1963年（昭和38年）に建設省が森林公園として整備を開始し、1969年（昭和44年）、昭和天皇の還暦を記念して開園、一般公開される。その後厚生省が管理し、現在は環境省が管理する国民公園となっている。なお、建造物の設置には閣議の了解が必要である。
2014年（平成26年）12月2日、露場が大手町にある気象庁庁舎内から当公園内に移設された。

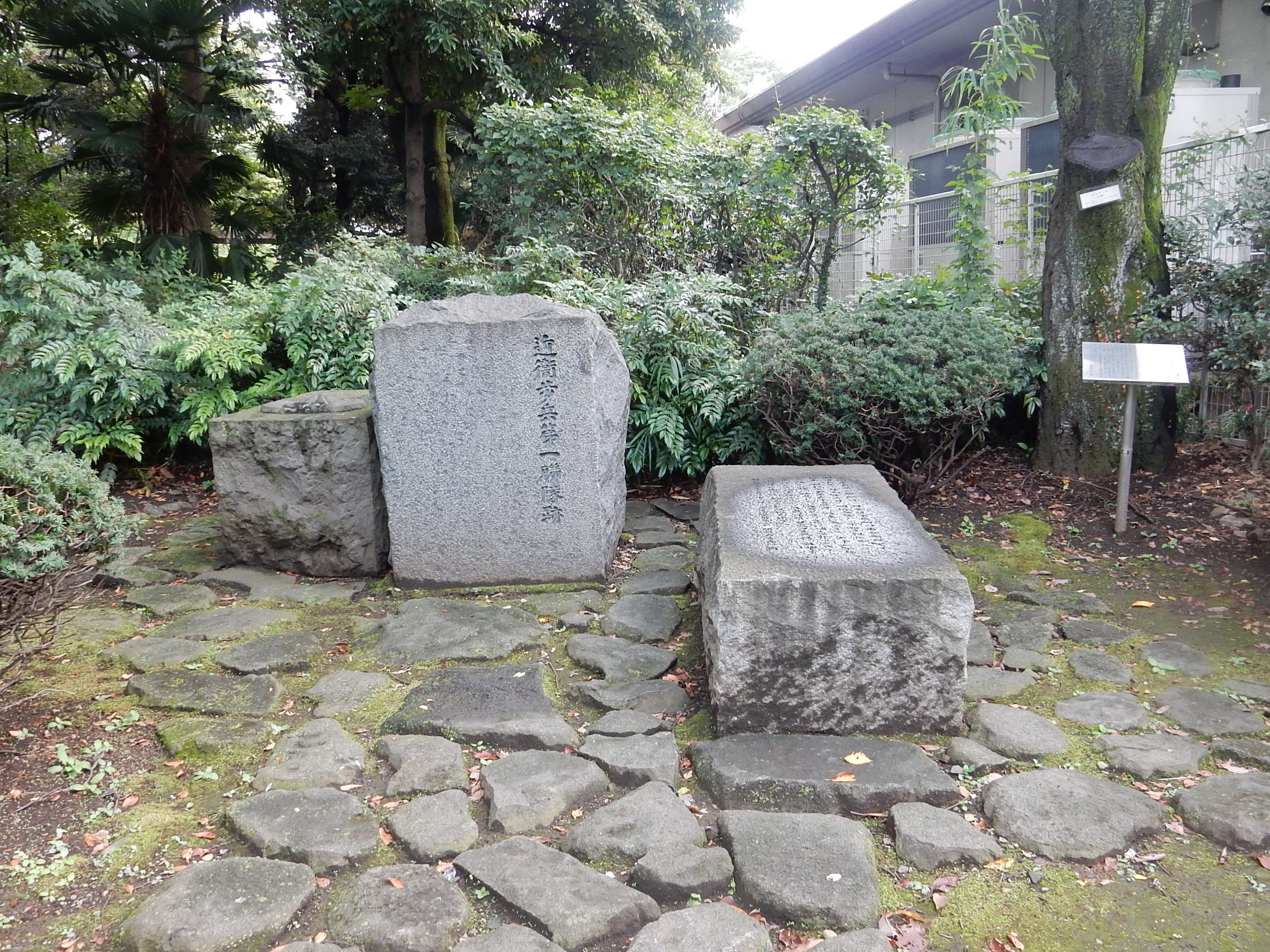
近衛歩兵第一聯隊跡碑
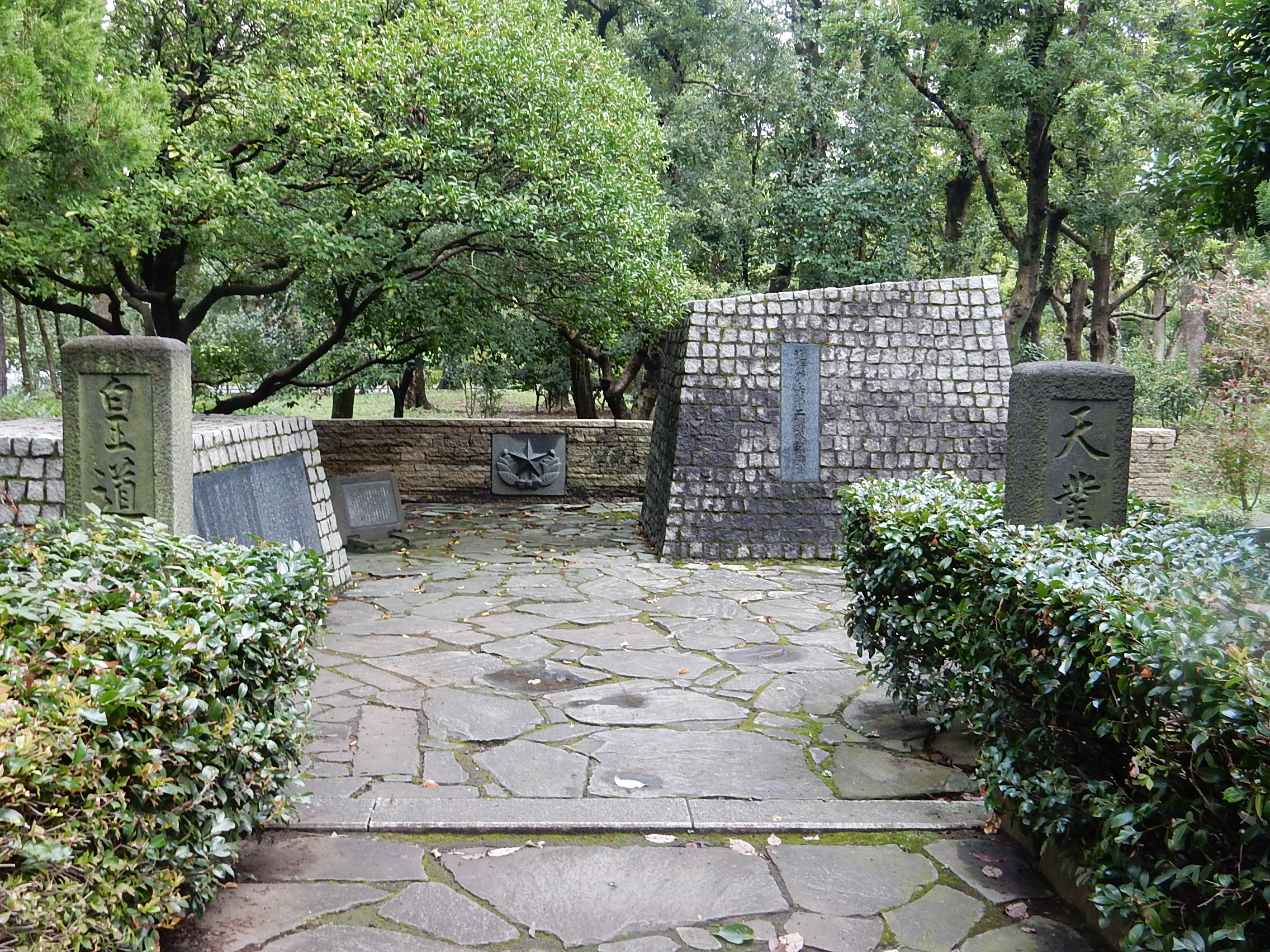
近衛歩兵第二聯隊記念碑
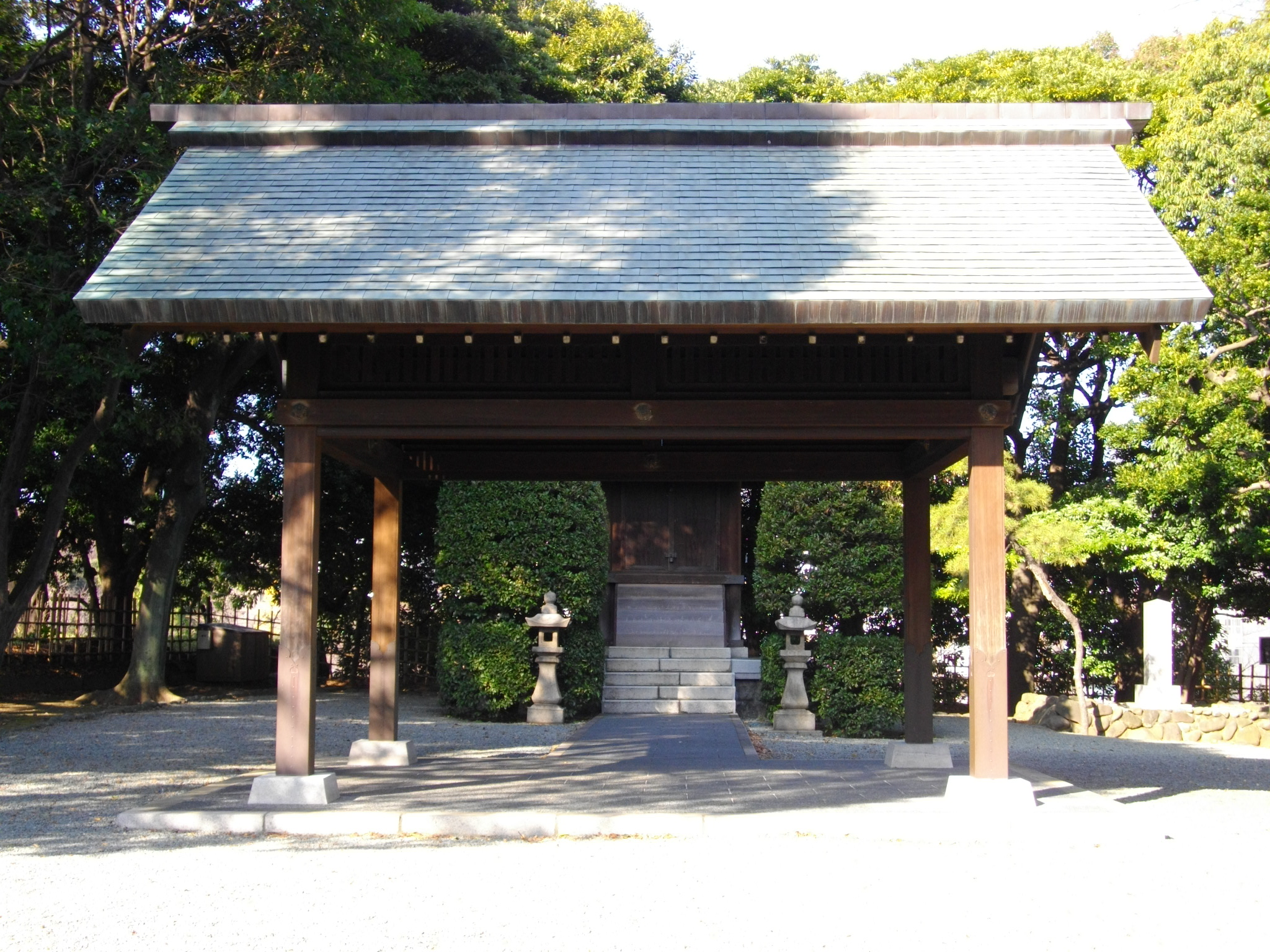
弥生慰霊堂
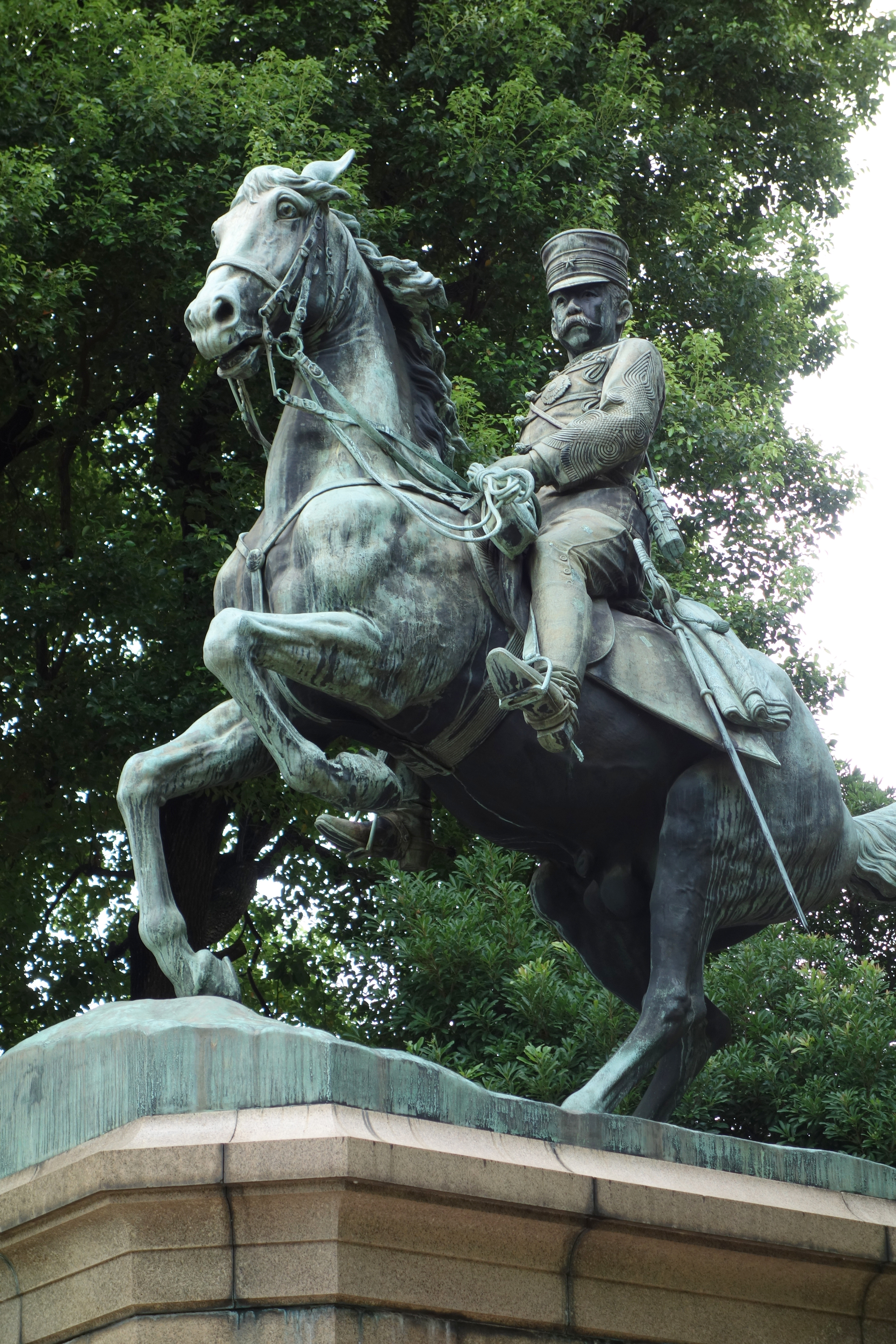
北白川宮能久親王像

## 北の丸公園（町名）

### 地理
河川・橋
- 竹橋

坂名
- 紀伊国坂

### 歴史
代官町と呼ばれたが、1967年（昭和42年）に住居表示が実施され、「北の丸公園」が正式の町名になった。代官町の名は首都高速道路の出入口名に残る。

#### 町名の変遷
| 実施後     | 実施年月日   | 実施前 |
| ---------- | ------------ | ------ |
| 北の丸公園 | 1967年4月1日 | 代官町 |

### 地域
千代田区の町としての「北の丸公園」には同名の公園のほか、西側に位置し、ボート乗り場のある千鳥ヶ淵公園も含まれる（千鳥ヶ淵戦没者墓苑の所在地は三番町）。住居表示の街区は1番から6番まで設定され、うち4番は警視庁第一機動隊、5番は宮内庁代官町宿舎、6番は皇宮警察宿舎である。
機関
- 警視庁 第一機動隊
- 皇宮警察 北の丸宿舎
- 国立公文書館
- 気象庁露場

### 観光
名所・旧跡
- 科学技術館
- 東京国立近代美術館
- 日本武道館
- 吉田茂銅像[3]

### 交通
首都高速道路・出入口
- 首都高速都心環状線
- 北の丸出口
- 代官町出入口

## アクセス
- 竹橋駅から徒歩5分、九段下駅から徒歩5分。
- 駐車場（普通車は3時間まで400円、以後1時間毎100円。夜間閉鎖）
  - 第一駐車場 - 普通車145台
  - 第二駐車場 - 普通車107台
  - 第三駐車場 - 普通車260台